# Amazfit
Amazfit為智慧型穿載裝置品牌，成立於2015年9月，其產品由Zepp Health製造並擁有。該品牌提供穿戴式設備，包括智慧型手錶、健康手環、智慧戒指以及健康與運動相關的設備。

## 歷史
- 2015年8月，華米科技推出全新智慧穿戴裝置品牌Amazfit。
- 2016年8月，推出旗下首款Amazfit運動手錶[8]。
- 2017年4月，Amazfit發表米動健康手環[9]。
- 2019年6月，發表Amazfit智慧手錶2、Amazfit米動健康手錶[10]。
- 2019年8月，推出Amazfit智慧運動手錶3 、Amazfit 智慧運動手錶3精英版、Amazfit GTS 、Amazfit X等多款穿戴裝置[11]。
- 2020年1月，Amazfit推出包括真無線運動心率耳機Amazfit PowerBuds、戶外智慧手錶Amazfit T-Rex、智慧家庭健身房Amazfit HomeStudio、家用全折疊智慧跑步機Amazfit AirRun、智慧睡眠耳塞Amazfit ZenBuds 和基本智慧手錶Amazfit Bip S在內的六款新品[12]。
- 2020年10月，Amazfit GTR 2、GTS 2 智慧手錶發佈[13]。
- 2022年3月，截至2021年底，Amazfit旗下智慧穿戴裝置全球出貨量突破2億台，市佔率5.1%，位居市場第五名[14]。
- 2022年9月，Amazfit發佈GTR4、GTS4等兩款智慧手錶[15]。

## 外部連結
- 官方网站